# 웁살라의 영목

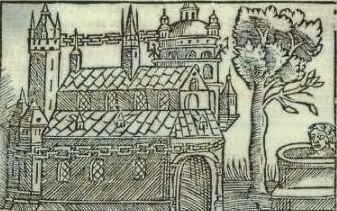
《함부르크 주교들의 사적》에 있는 웁살라 신전 삽화. 맨 오른쪽에 사람 하나가 샘에 던져져 제물로 바쳐진 것이 묘사되어 있다.

웁살라의 영목( ── 靈木)은 11세기 하반기에 스웨덴의 웁살라 신전 앞에 서 있던 영목이다. 수종이 무엇이었는지는 확실하게 알려지지 않았으나, 학자들은 주목나무로 추측하고 있다.
1070년대에 브레멘 사람 아담이라는 자가 쓴 《함부르크 주교들의 사적》에 보면 다음과 같이 묘사되어 있다.
신전의 옆에 매우 커다란 나무가 가지를 넓게 뻗치고 있는데 겨울이나 여름이나 가리지 않고 늘 푸르다. 무슨 종류의 나무인지는 아무도 모른다. 또한 거기에 샘이 하나 있어서 이교도들이 사람을 산채로 집어던져 인신공양을 벌였다. 제물의 시체가 발견되지 않는 동안은 사람들이 빈 소원이 이루어진다고 믿었다.
우물(또는 샘) 옆에 우뚝선 상록수라는 설명은 마치 우르다르브룬느 위에 선 위그드라실을 떠올리게 한다. 어쩌면 기독교 개종 이전의 스웨덴인들은 자신들이 섬기는 노르드 신화의 신들의 세계를 의도적으로 모방해 만들었을 수도 있다.